# The New Christy Minstrels
The New Christy Minstrels – amerykański zespół folkowy założony w 1961 roku przez Randy Sparksa. Przez zespół przewinęło się podczas jego działalności 302 artystów.
W 1965 roku zespół wygrał, wspólnie z Bobbym Solo Festiwal Piosenki Włoskiej w San Remo piosenką „Se piangi, se ridi”.

## Historia

### Lata 60.
Historia The New Christy Minstrels związana jest z Randym Sparksem, wokalistą i gitarzystą, który rozpoczął działalność pod koniec lat 50. łącząc folkowe i folkopodobne piosenki z produkcją rodem z Broadwayu. Na początku lat 60. prowadził własny tercet zamierzając przekształcić go w zespół składający się z 10 wokalistów. W tym celu połączył własny zespół z członkami innych formacji. W nowym, poszerzonym składzie znaleźli się, między innymi: Jerry Yester, Dolan Ellis i Art Podell. Nazwa grupy wywodzi się od Christy's Minstrels, XIX-wiecznego zespołu, założonego przez Edwina Pearce’a Christy’ego. Debiutancki album nowej formacji, Presenting the New Christy Minstrels: Exciting New Folk Chorus, został wydany przez wytwórnię Columbia Records w 1962 roku. Zdobył nagrodę Grammy i osiągnął 19. miejsce na liście przebojów Billboardu. W tym samym roku zespół miał niewielki hit, „This Land Is Your Land” autorstwa Woody Guthriego. W sezonie 1962–1963 zespół uczestniczył w The Andy Williams Show. W tym czasie jego oryginalny skład rozpadł się - połowa członków odeszła, a w ich miejsce pojawiły się nowe twarze, w tym Barry McGuire, Barry Kane, Peggy Connelly (wkrótce zastąpiony przez Gayle’a Caldwella), Larry Ramos i Clarence Treat. Ten skład The New Christy Minstrels zdobył uznanie krytyków i publiczności, otrzymując w lecie 1962 roku angaż do programu Troubadour w Los Angeles. Nowy skład nagrał album In Person, a wiosną 1963 kolejny, Ramblin, z którego pochodził przebój „Green, green”. Gdy zespół zaczął odnosić znaczące sukcesy komercyjne, w maju 1963 roku opuścił go jego założyciel, Randy Sparks. Był to początek częstych zmian personalnych w zespole. Album Live from Ledbetter's, nagrany w 1964 roku, prezentował The New Christy Minstrels jako ciągle żywotny zespół muzyki folk, choć muzyka ta zmierzała już w kierunku, który wytyczyli Bob Dylan i Phil Ochs.
W styczniu 1965 roku zespół Festiwal Piosenki Włoskiej w San Remo piosenką „Se piangi se ridi”, wykonaną w parze z Bobbym Solo.
W tym samym czasie z zespołu odszedł Barry McGuire, co oznaczało koniec jego pierwotnej koncepcji. W zespole rozpoczęły się kolejne roszady personalne. Pojawili się w nim takie postacie jak: Mike Settle, Kenny Rogers, Kim Carnes i Karen Black, a zespół zaczął zmierzać stylistycznie w kierunku muzyki pop. Próby powrotu do pierwotnej koncepcji muzycznej wywołały kolejną falę zmian personalnych. Karen Black po odejściu z zespołu zrobiła karierę aktorską, a Kim Carnes stała się w latach 80. gwiazdą muzyki pop-rock.

### Lata 70. i późniejsze
Zespół zaprzestał działalności w 1971 roku, ale podjął ją na nowo w 1978 roku występując z koncertami w hotelach. W latach późniejszych zespół, za sprawą Sparksa, jeszcze dwukrotnie odradzał się: w 2007 roku, z okazji nagrania albumu Recycled: What's Old Is New! , oraz w 2010 roku.